# Ferenc Novák
Ferenc Novák (n. 13 iulie 1969, Budapesta, Republica Populară Ungară) este un canoist ce a reprezentat Ungaria, medaliat olimpic. A participat la o ediție a Jocurilor Olimpice (2000) în care a câștigat o medalie de aur.